# Bruno Lopes
Bruno Lopes (sinh ngày 19 tháng 8 năm 1986) là một cầu thủ bóng đá người Brasil.

## Sự nghiệp câu lạc bộ
Bruno Lopes đã từng chơi cho Albirex Niigata.

## Thống kê câu lạc bộ

### J.League
| Đội             | Năm       | J.League | J.League | J.League Cup | J.League Cup | Tổng cộng | Tổng cộng |
| Đội             | Năm       | Trận     | Bàn      | Trận         | Bàn          | Trận      | Bàn       |
| --------------- | --------- | -------- | -------- | ------------ | ------------ | --------- | --------- |
| Albirex Niigata | 2011      | 32       | 13       | 3            | 2            | 35        | 15        |
| Albirex Niigata | 2012      | 32       | 7        | 5            | 0            | 37        | 7         |
| Albirex Niigata | 2013      | 9        | 0        | 2            | 0            | 11        | 0         |
| Tổng cộng       | Tổng cộng | 73       | 20       | 10           | 2            | 83        | 22        |